# Basilika Unserer Lieben Frau von Guadalupe (Mexiko-Stadt)

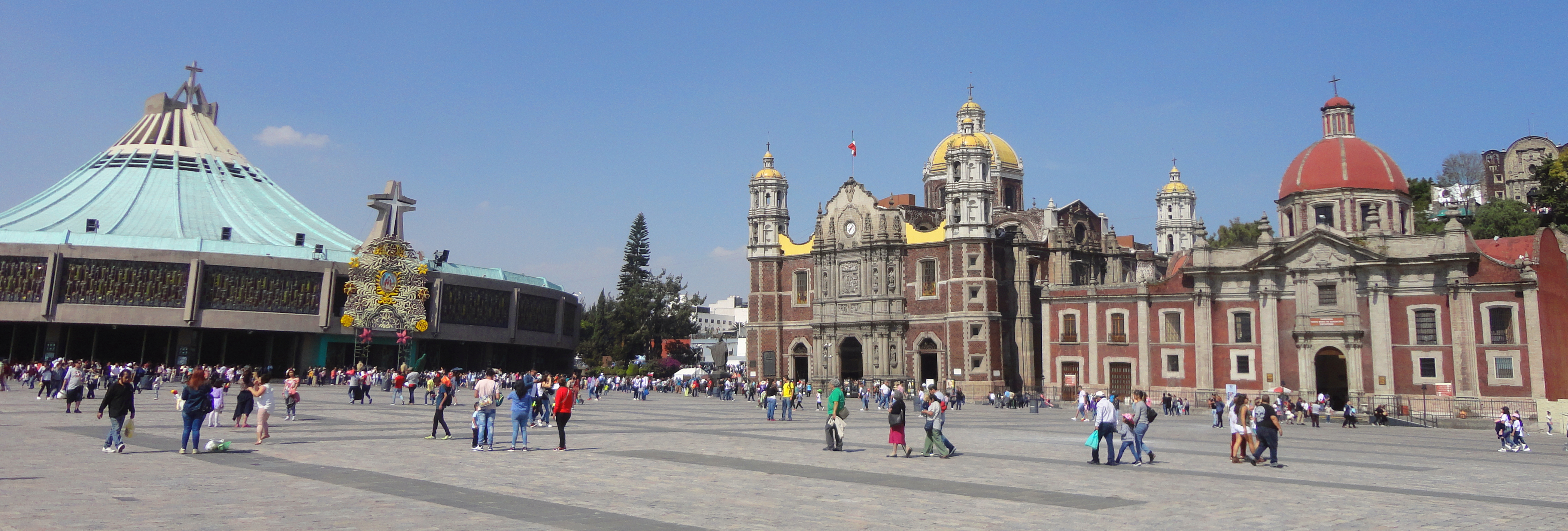
Blick auf die neue und die alte Basilika von der Plaza de las Americas

Die Basilika Unserer Lieben Frau von Guadalupe (spanisch Basílica de Nuestra Señora de Guadalupe) ist eine römisch-katholische Kirche und das katholische Nationalheiligtum von Mexiko. Die Wallfahrtskirche mit dem Status einer Basilica minor liegt auf dem Hügel Tepeyac im Stadtteil Guadalupe im nördlichen Bezirk Gustavo A. Madero von Mexiko-Stadt. Hier befinden sich auch die alte Basilika, eine Pfarrkirche, eine Kapelle zur Erinnerung an den Ort der Marienerscheinung und ein Museum.

## Alte Basilika
Nachdem im Jahre 1531 auf dem Hügel Tepepeac Unsere Liebe Frau von Guadalupe dem Indio Juan Diego erschienen war, wurde auf dem Mantel des Indios eine Mariendarstellung entdeckt. 1622 wurde ein Heiligtum errichtet. Für die Präsentation dieses Gnadenbildes wurde ab 1695 eine Kirche errichtet, welche 1709 durch den Architekten Pedro de Arrieta fertig gestellt wurde. Diese Kirche mit der heutigen Benennung Templo Expiatorio a Cristo Rey zeichnet sich durch ein dorisches Interieur mit Statuen von Juan Diego und Juan de Zumárraga, dem ersten Bischof von Mexiko-Stadt, aus. Papst Benedikt XIV. gab der Kirche im Jahre 1754 den Status einer Basilica minor, nach anderen Quellen Papst Pius X. 1904. Papst Leo XIII. veranlasste die Ehrung des Gnadenbildes durch eine Marienkrönung. 1921 wurde hier während der Mexikanischen Revolution von antiklerikalen Kräften ein Bombenattentat in Altarnähe begangen. Das Gnadenbild wurde kaum beschädigt. 1966 wurde die Basilika mit der Goldenen Rose durch Papst Paul VI. ausgezeichnet. Da Mexiko-Stadt auf einem ehemaligen See gebaut wurde, gibt es oft Absenkungen und Erdbeben. Die Basilika von 1705 wurde dadurch dauerhaft schwer beschädigt. Nach einer längeren Schließung wird sie heute wieder genutzt.

## Neue Basilika

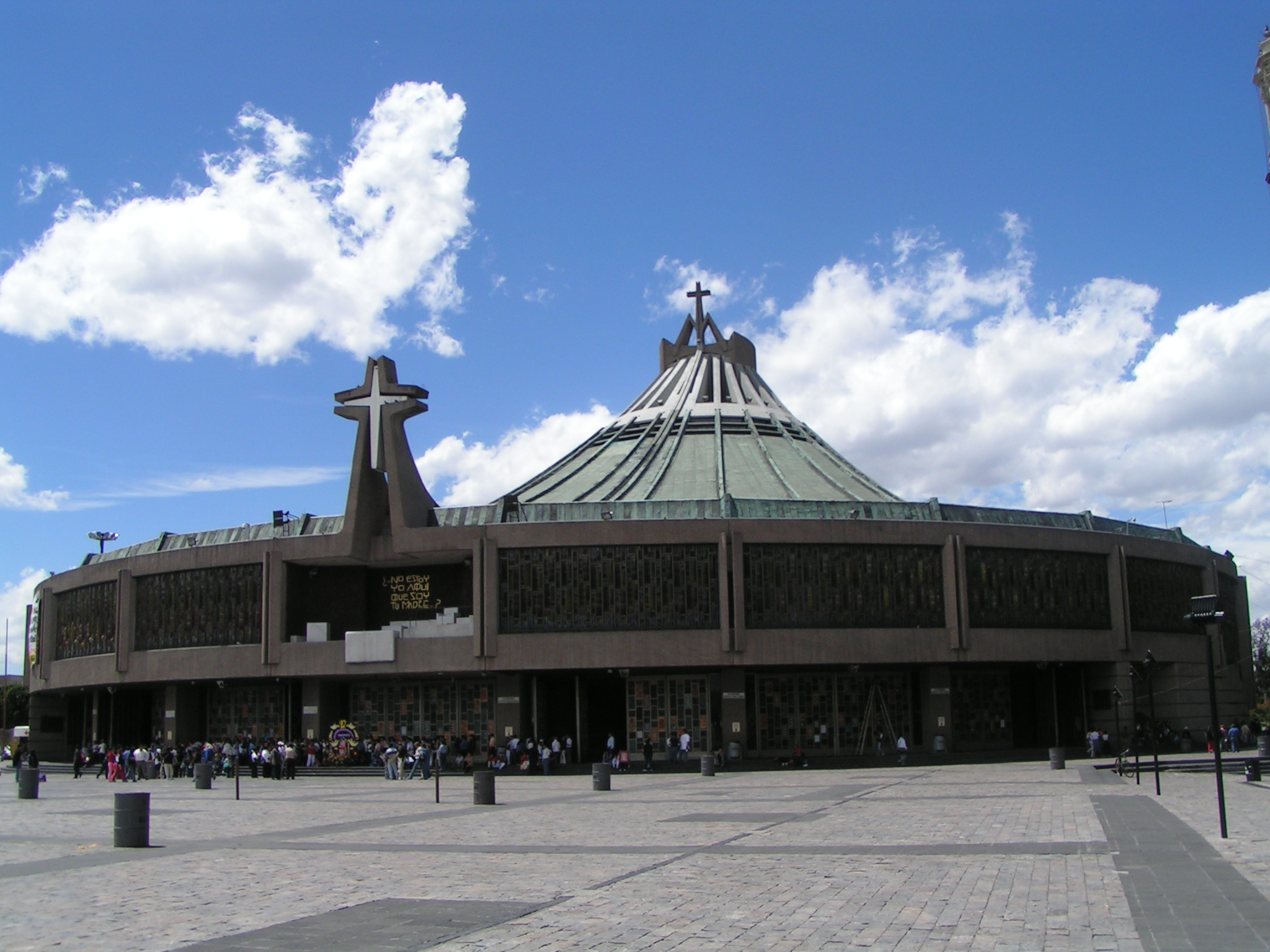
Neue Basilika Maria de Guadalupe

Zwischen 1974 und 1976 wurde an einer angrenzenden Seite zur alten Basilika am Atros de las Américas eine neue Kirche mit dem Namen Nueva Basílica de Nuestra Señora de Guadalupe errichtet. Die Architekten des Zentralbaus mit einem kreisförmigen Grundriss waren José Luis Benlliure, Pedro Ramírez Vázquez, Alejandro Schoenhofer und Gabriel Chávez de la Mora y Javier García Lascuráin. Die neue Basilika wurde unter den Prämissen gebaut, dass das Gnadenbild der Jungfrau von jedem Punkt innerhalb des Gebäudes zu sehen ist und sie eine große Anzahl von Besuchern aufnehmen kann. Sie fasst unter der 42 Meter hohen Kuppel mit ihrem Durchmesser von 100 Metern bis zu 40.000 Menschen, für die 10.000 Sitzplätze zur Verfügung stehen. Sie zählt damit zu den größten Kirchen weltweit.
Der Chor befindet sich zwischen dem Altar und den Kirchgängern, um zu verdeutlichen, dass die Priester auch Teil der Gemeinschaft der Gläubigen sind. An den Seiten liegen die Kapellen des Allerheiligsten und des heiligen Josef. Im Obergeschoss wurden neun Kapellen errichtet. Unter dem Hauptboden befinden sich die Krypten der Basilika mit 15.000 Nischen und weiteren zehn Kapellen. Die Pilger gehen durch das Untergeschoss unterhalb des Gnadenbildes her. Die sieben Eingangstüren der Basilika sind eine Anspielung auf die sieben Tore des Himmlischen Jerusalems, auf die sich Christus bezieht.

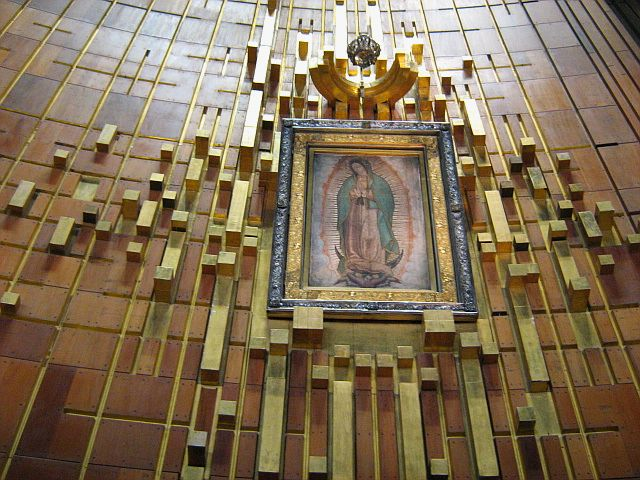
Das Gnadenbild der Jungfrau von Guadalupe

Das Gnadenbild wurde 1976 hierhin übertragen. Die neue Kirche erhielt im gleichen Jahr durch Papst Paul VI. ebenfalls den Titel einer Basilica minor. Papst Johannes Paul II. besuchte die Basilika zwischen 1979 und 2002 siebenmal und verlieh ihr beim ersten Besuch die Goldene Rose, eine zweite Rose erhielt die Kirche 2013 durch Papst Franziskus, der die Kirche 2016 besuchte.
Mit den vielen mexikanischen Pilgern ist Guadalupe einer der wichtigsten Wallfahrtsorte. Sie wird jährlich von 18 Millionen Menschen besucht und ist nach Rom die meistbegangene christliche Pilgerfahrt. Allein an den vier Tagen vom 9. bis 12. Dezember sind es 11 Millionen. Der jährliche Höhepunkt ist die Feier der Maria von Guadalupe am 12. Dezember, an der sieben Millionen Gläubige teilnehmen. Beachtung fand, dass am 12. Oktober 2015, dem Kolumbus-Tag, in der Basilika erstmals eine heilige Messe in Nahuatl, der Sprache der Azteken, gefeiert wurde.